# Erfgoedlijnen
De Erfgoedlijnen zijn een cultuurhistorisch programma van de Nederlandse provincie Zuid-Holland. De 'erfgoedlijn' is eind 2012 als volgt door de provincie Zuid-Holland gedefinieerd:
“een erfgoedlijn is een geografische structuur (kust, trekvaart, oude duinenrij, eiland, etc.), die meerdere monumentale stippen met één gemeenschappelijk historisch verhaal verbindt tot één streep of lijn op de kaart. De erfgoedlijnen zijn ensembles van erfgoed, landschap en water, die kwaliteit verschaffen aan de ruimte en beschikken over groot recreatief en toeristisch potentieel”.

## Ontwikkeling
In het kader van de Modernisering van de Monumentenzorg (‘MoMo’) werden in 2012 de middelen voor de restauratie van rijksmonumenten van het Rijk naar de provincies gedecentraliseerd. Voor de provincie Zuid-Holland was dit aanleiding om haar erfgoedbeleid niet langer enkel te richten op bescherming, maar haar erfgoed ook voor iedereen (weer) beleefbaar te maken en te benutten (= er weer een eigentijdse, liefst economisch rendabele functie, te geven).
Bij het bereiken van modern, ontwikkelingsgericht erfgoedbeleid, waarbij ook echt iets te beleven valt, vormt de ‘erfgoedlijn’ een belangrijk instrument. Het concept ‘erfgoedlijnen’ en de werkwijze werden in de loop van 2012 bedacht door Joost Vorst en daarna doorontwikkeld met Nadja van den Heuvel en Linde Gispen.
De Erfgoedlijnen passen volgens de Rijksdienst voor het Cultureel Erfgoed (RCE) goed in het gedachtegoed van het EU-verdrag van Faro.

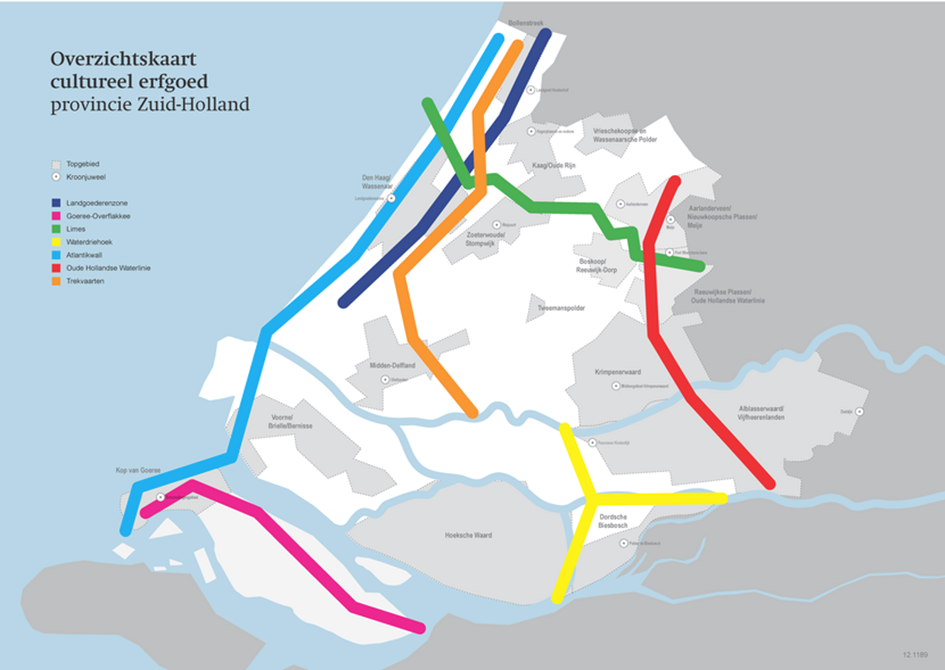
Erfgoedlijnen 2012

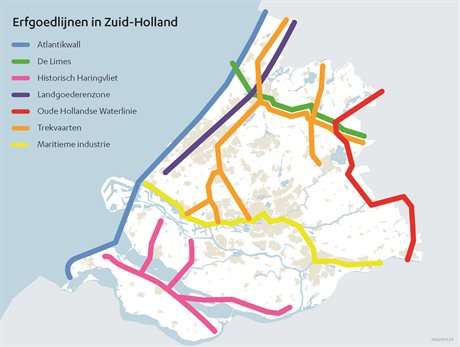
Erfgoedlijnen 2024

## Zuid-Hollandse Erfgoedlijnen

### Limes
De Limes is de grens van het Romeinse rijk. De Oude Rijn lag aan die grens en was tevens een druk bevaren handelsroute. De Limes bestond uit militaire forten en wachttorens, verbonden door een verharde heerbaan, de Limesweg. Bij de forten was vaak ook een burgernederzetting (vicus). Van de erfgoedlijn Limes maken ook de Vliet (Fossa Corbulonis), Voorburg (Forum Hadriani) en de Zwammerdamschepen deel uit.

### Waterdriehoek (tot 12-11-2024)
De Waterdriehoek wordt gevormd door de molens van Kinderdijk, de Biesbosch en Dordrecht. De grote rivierstromen (geografie) vormen de verbinding tussen verhalen over het water. De Sint Elisabethvloed van 1421 schiep de Biesbosch, het Eiland van Dordrecht en is de naamgever van Kinderdijk (want daar spoelde volgens de overlevering een wiegje aan). Deze erfgoedlijn staat voor watermanagement, grote baggerwerkzaamheden en offshore technologie. De erfgoedlijn Waterdriehoek is na herijking van de erfgoedlijnen op 12 november 2024 getransformeerd tot de erfgoedlijn Maritieme Industrie.

### Maritieme Industrie (vanaf 12-11-2024)
De erfgoedlijn Maritieme Industrie is na herijking van de erfgoedlijnen in 2024 voortgekomen uit de erfgoedlijn Waterdriehoek. De erfgoedlijn loopt langs de Nieuwe Waterweg, het Scheur, de Nieuwe Maas en de Merwede, dus van Hoek van Holland tot Gorinchem (geografie). De erfgoedlijn omvat belangrijke locaties die een rol speelden in de industrialisatie van de maritieme sector tussen 1870 en 1970 (verhaal). De erfgoedlijn Maritieme Industrie wordt gekenmerkt door scheepswerven, havens, dokken en maritieme infrastructuur, die verbonden zijn met scheepvaart, industrie en handel.

### Oude Hollandse Waterlinie
De Oude Hollandse Waterlinie is een verdedigingslinie rond Holland. De linie bestaat vooral uit het onder water zetten van grote stukken polderland (inundatie). Waar doorgangen waren, werden steden versterkt tot vestingen zoals Gorinchem en Nieuwpoort. Ook zijn er andere verdedigingswerken zoals forten (bij voorbeeld Wierickerschans), schansen, posten en redoutes aangelegd. De Oude Hollandse Waterlinie is het verhaal van het Rampjaar 1672, toen Nederland aangevallen werd door Franrijk, Engeland en de bisdommen Munster en Keulen.

### Landgoederenzone
De Landgoederenzone is een grote, min of meer aaneengesloten verzameling landgoederen, die ligt in op de binnenduinenrand (geografie) van Monster tot Haarlem. De Landgoederenzone staat voor het verhaal van de Gouden Eeuw en de Pruikentijd. Het is de landelijke tegenhanger van de rijke grachtengordels van de Hollandse steden. De landgoederen zijn groene recreatieve oases in de Randstad.

### Trekvaarten
De trekvaarten Schie, Vliet en Haarlemmertrekvaart (geografie) vormen de verbinding tussen de opkomende Hollandse steden. Het is het verhaal van het massapersonenvervoer over water vóór de komst van de trein. De trekschuit ging langzaam, maar was stipt op tijd en comfortabel. Aan de vaarten liggen tal van monumenten zoals sluizen, tol- en commissarishuizen, wisselplaatsen voor paarden en herbergen. Nu zijn de trekvaarten weer interessant voor de recreatievaart, zeker in combinatie met de parallel lopende Landgoederenzone. In 2024 is de erfgoedlijn trekvaarten uitgebreid met de trekvaart Leiden - Utrecht en de trekvaart Gouda - Amsterdam.

### Goeree-Overflakkee (thans Historisch Haringvliet)
Het eiland (geografie) Goeree-Overflakkee is het verhaal van leven met de zee als vriend en vijand. Door inpoldering kwamen de vissersdorpen steeds verder van de zee af te liggen. Elk dorp komt zo aan zijn lang gestrekt havenkanaal. Van de strijd tegen de zee, voor de laatste maal in 1953, getuigen de dijken, oude en nieuwe tot de Deltawerken aan toe. Deze erfgoedlijn is inmiddels uitgebreid tot de Erfgoedlijn Historisch Haringvliet.

### Atlantikwall
De Atlantikwall in de duinen langs de kust (geografie) is het verhaal van de Tweede Wereldoorlog. De Duitsers hebben hem gebouwd om een geallieerde invasie tegen te houden. De verdedigingslinie, die liep van de Noordkaap tot Biarritz in de Pyreneeën, bestond uit kustbatterijen, versperringen en ondersteuningsbunkers. In de eenentwintigste eeuw wordt hij op een aantal plaatsen weer onder het zand weggehaald.

## Realisatie
Werken volgens het concept erfgoedlijnen gebeurt van onderop in co-creatie (netwerkend werken). Alle belanghebbende en geïnteresseerde publieke en private partijen (overheden, eigenaren. ondernemers, stichtingen en verenigingen) hebben zich daartoe verenigd in ‘erfgoedtafels’ (per erfgoedlijn één), onder leiding van een onafhankelijk voorzitter. Inmiddels nemen 350 partijen deel. De provincie faciliteert deze netwerken en draagt voor de helft bij in de kosten van de projecten en activiteiten, die de erfgoedtafels genereren om hun erfgoedlijn voor een breed publiek beleefbaar te maken. Vanaf 2012 tot 2021 is inmiddels in gezamenlijkheid meer dan € 70 miljoen in de Zuid-Hollandse erfgoedlijnen geïnvesteerd.